# Nona (voornaam)
Nona is een meisjesnaam.
In het Latijn betekent Nona 'de negende'. De Romeinen benoemden hun kinderen soms met een rangtelwoord (bijvoorbeeld Secundus, Tertius enzovoort). Later werden deze namen ook gebruikt zonder dat men daarbij nog aan een getal dacht.
In het Indonesisch betekent Nona 'meisje'.
De drie schikgodinnen, bij de Romeinen Parcen genoemd, waren Nona, Decima en Morta. Nona was degene die de levensdraad spon en werd daarom in verband gebracht met het begin van het leven.
Er bestaat ook een heilige Nona, haar feestdag is op 3 februari.

## Bekende naamdraagsters
- Nona Gaprindasjvili, een Georgische schaakster
- Nona Gaye, een Amerikaanse zangeres (de dochter van  Marvin Gaye)
- Nona Hendryx, een Amerikaanse zangeres en actrice